# Demócratas Suizos
Los Demócratas Suizos (alemán: Schweizer Demokraten; francés: Démocrates Suisses; italiano: Democratici Svizzeri; romanche: Democrats Svizers) es un partido político nacionalista suizo. Llevó el nombre de Acción Nacional contra la Alienación del Pueblo y la Patria (en alemán: Nationale Aktion gegen Überfremdung von Volk und Heimat; NA) hasta 1977 y Acción Nacional para el Pueblo y la Patria (en alemán: Nationale Aktion für Volk und Heimat) hasta 1990, cuando adquirió nombre actual.

## Historia
La Acción Nacional fue originalmente un movimiento xenófobo de extrema derecha que perseguía una agenda antiinmigración, siendo fundada en 1961. El partido surgió como una reacción a la afluencia de trabajadores extranjeros, en particular de italianos, durante este tiempo. El partido presentó varias iniciativas populares que apoyaban la reducción de la inmigración, sobre todo una en junio de 1970 que fracasó por poco. Su primer representante en el Consejo Nacional fue James Schwarzenbach, que fue elegido por primera vez en las elecciones federales de 1967.
Después de una separación hostil con Schwarzenbach en 1971, que formó el Movimiento Republicano, el partido perdió la mayor parte de su impulso durante la década de 1970. Tuvo un fuerte resurgimiento a principios de la década de 1980, y ganó 5 escaños en las elecciones federales de 1991, la mayor cantidad que había tenido hasta entonces.
Después de otra ruptura hostil con el expresidente Valentin Oehen en 1986, el partido adquirió su nombre actual en 1990. Después de 1998, el partido perdió casi toda su importancia en la política nacional debido a la absorción de votos de derecha a manos del creciente Partido Popular Suizo.
En las elecciones federales de 2003, el partido obtuvo el 1,0 % de los votos y 1 de 200 escaños en el Consejo Nacional. Este escaño se perdió en las elecciones de 2007, donde el SD cayó al 0,5 % del voto popular. Después de su grave pérdida electoral, el congreso del partido decidió no disolverse, sino seguir compitiendo en las elecciones, esforzándose por regresar al parlamento. Hasta hoy, esto no se ha producido.

## Resultados electorales
| Elección | Votos        | %    | Consejo Nacional | +/-         | Consejo de los Estados | +/- |
| -------- | ------------ | ---- | ---------------- | ----------- | ---------------------- | --- |
| 1967     | 6.275 (#10)  | 0,6  | 1/200            |             | 0/44                   |     |
| 1971     | 63.781 (#7)  | 3,2  | 4/200            | 3           | 0/44                   |     |
| 1975     | 47.796 (#7)  | 2,5  | 2/200            | 2           | 0/44                   |     |
| 1979     | 24.257 (#10) | 1,3  | 2/200            | Sin cambios | 0/46                   |     |
| 1983     | 57.592 (#6)  | 2,9  | 4/200            | 2           | 0/46                   |     |
| 1987     | 49.104 (#9)  | 2,5  | 3/200            | 1           | 0/46                   |     |
| 1991     | 69.297 (#7)  | 3,4  | 5/200            | 2           | 0/46                   |     |
| 1995     | 59.613 (#7)  | 3,1  | 3/200            | 2           | 0/46                   |     |
| 1999     | 35.883 (#7)  | 1,8  | 1/200            | 2           | 0/46                   |     |
| 2003     | 20.177 (#9)  | 1,0  | 1/200            | Sin cambios | 0/46                   |     |
| 2007     | 12.609 (#12) | 0,5  | 0/200            | 1           | 0/46                   |     |
| 2011     | 14.838 (#16) | 0,2  | 0/200            |             | 0/46                   |     |
| 2015     | 3.052 (#18)  | 0,12 | 0/200            |             | 0/46                   |     |
| 2019     | 3.202 (#16)  | 0,1  | 0/200            |             | 0/46                   |     |
| 2023     | 2.029 (#14)  | 0,08 | 0/200            |             | 0/46                   |     |